# Hugo V. (Châteaudun)
Hugo V., genannt der Kluge („Callidus“) (frz. Hugues; † 1191) war ein Vizegraf von Châteaudun und Herr von Mondoubleau. Er war ein jüngerer Sohn des Vizegrafen Hugo IV. und der Margarete von Saint-Calais. Sein älterer Bruder und Vorgänger war Gottfried IV.
Er befehdete sich mit dem Grafenhaus von Vendôme um den Besitz von Mondoubleau und verwundete Gottfried von Lavardin, den Bruder des Grafen Burchard IV., im Kampf. Dies führte zu einer Intervention König Philipps II. August von Frankreich, der im Juni 1189 Mondoubleau einnahm und es einstweilen dem Grafen von Vendôme unterstellte. Anschließend nahm Hugo am dritten Kreuzzug im Gefolge von Richard Löwenherz teil und stellte sich dabei für diesen auf Sizilien, zusammen mit Gottfried II. von Rancon, dem französischen König als Geisel, als Unterpfand für das Eheversprechen Richards mit einer Schwester Philipps II. August. Richard Löwenherz heiratete später allerdings Berengaria, eine Tochter König Sanchos VI. von Navarra. Später wird Hugo noch bei der Belagerung von Akkon genannt. Er starb bereits im Jahr 1191; ob sein Tod im heiligen Land erfolgte, ist unklar.
Hugo war verheiratet mit Jeanne de Preuilly († vor 1211), Tochter des Gosbert von Preuilly († vor 1205), Herr von La Guerche und Le Bouchet. Mit ihr hatte er zwei Kinder:
- Gottfried V. († nach November 1218)
- Agnes († nach Februar 1200)

Nach seinem Tod folgte ihm sein Sohn Gottfried V. als Vizegraf von Châteaudun. Seine Witwe heiratete in zweiter Ehe Graf Robert III. von Alençon († 1217; Haus Montgommery).